# Pippilotta
Le Pippilotta est une goélette à trois mâts construite en 1933 à Elsfleth, en Allemagne.
Elle sert désormais de navire-école.

## Histoire
Celle goélette a été construite dans un chantier naval d'Elsfleth en Allemagne. Elle a été lancée en 1933 comme bateau de pêche sous le nom d’Erika. Puis elle a été utilisée comme cargo en Norvège dans les années 1950.
En 1990 elle est achetée et son propriétaire la reconvertie en goélette à trois mâts par une restauration traditionnelle. Elle prend le nom de Pippilotta, la célèbre héroïne d'Astrid Lindgren Fifi Brindacier.
C'est désormais un voilier-charter ayant une certification de navigation internationale. Il peut transporter jusqu'à 36 personnes. Il fonctionne comme navire-école pour enfants et adolescents en mer Baltique.
Il participe à certains rassemblements de vieux gréements, à Brest 2008 et  aux Tonnerres de Brest 2012.